# Battle Chess
Battle Chess is een schaakspel voor computers waarin de schaakstukken tot leven komen en vechten met hun tegenstander.  Hiervoor wordt gebruikgemaakt van 3D-objecten op een 2D-spelbord.  Het spel kwam in 1988 uit voor Commodore Amiga en MS-DOS. Later werd het spel geporteerd naar diverse andere populaire homecomputersystemen. Ook volgden enkele heruitgaven met hogere resoluties, meerdere types van schaakstukken en andere gevechten.

## Gameplay
In het originele spel zijn er 35 verschillende gevechten. De toren verandert bijvoorbeeld in een golem en schakelt de tegenstander uit met een kopstoot. Sommige gevechten zijn gebaseerd op bestaande filmscènes.  Een gevecht tussen de twee koningen is een referentie naar een gevecht in Monty Python and the Holy Grail.  Het gevecht tussen de koning en de loper is dan weer gebaseerd op het gevecht tussen Indiana Jones en een zwaardman in Raiders of the Lost Ark.
Het spel kan ook gespeeld worden op een 2D-speelbord met 2D-schaakstukken.  Echter zullen er dan geen animaties meer zijn.  Op Amiga CDTV beschrijft een digitale stem de zetten. De pc-versie gebruikt geluidseffecten tijdens de gevechten en speelt deze af over de pc-speaker.
Het spel kan gespeeld worden tussen de speler en de computer, tussen twee spelers, over een null modem of over een local area network.

## Platforms
| Jaar | Platform                                         |
| ---- | ------------------------------------------------ |
| 1988 | Amiga, DOS                                       |
| 1989 | Apple IIgs, Atari ST, Commodore 64, Sharp X68000 |
| 1990 | Apple II, NES, PC-98                             |
| 1991 | FM Towns, Macintosh, Windows 3.x                 |
| 1992 | CDTV                                             |
| 1993 | 3DO, Acorn 32-bit                                |
| 1994 | Amiga CD32                                       |

## Ontvangst
| Beoordeeld door                       | Platform     | Datum           | Score |
| ------------------------------------- | ------------ | --------------- | ----- |
| All Game Guide                        | DOS          | 1998            | 80%   |
| Techtite                              | DOS          | 2000            | 80%   |
| VideoGame                             | NES          | juli 1991       | 80%   |
| Consoles Plus                         | 3DO          | januari 1994    | 78%   |
| The DOS Spirit                        | DOS          | 7 december 2010 | 75%   |
| ACE (Advanced Computer Entertainment) | DOS          | maart 1989      | 72%   |
| Amiga Joker                           | Amiga CD32   | september 1994  | 68%   |
| Electronic Gaming Monthly (EGM)       | 3DO          | januari 1994    | 62%   |
| High Score                            | DOS          | februari 1994   | 60%   |
| Joystick (Frans)                      | Commodore 64 | januari 1990    | 55%   |

## Vervolgen
- Battle Chess was het oorspronkelijke spel dat werd ontwikkeld en uitgegeven door Interplay.
- In 1991 kwam Battle Chess Enhanced voor PC op de markt.  Het had verbeterde VGA-graphics en een symphonische muziektrack die op de CD stond.
- Ook in 1991 kwam Battle Chess II: Chinese Chess uit, gebaseerd op het spel Xiangqi
- In 1992 kwam Battle Chess 4000, dat heel wat meer gevechten bevatte die gebaseerd waren op sciencefictionfilms en -televisieseries.  De stijl van het bord en de schaakstukken lijkt op klei-animatie.